# Félix Bacciocchi
Félix Pascal Bacciocchi (Felice Bacciocchi; Ajaccio, República Corsa; 18 de mayo de 1762-Bolonia, Estados Pontificios; 27 de abril de 1841), fue un militar y gobernante corso, siendo Príncipe de Lucca y Piombino, Masserano y Carrara,

## Biografía
Descendiente de una empobrecida familia noble de Córcega, sirvió en el ejército italiano bajo las órdenes de Napoleón Bonaparte, casándose en 1797 con su hermana, Elisa Bonaparte. Cuando esta fue nombrada Princesa de Lucca y Piombino, también él obtuvo el título principesco. Elisa era considerada la cabeza del estado, y Bacciocchi ejercía de príncipe consorte. Tras la caída de Napoleón, acompañó a su esposa e hijos en el exilio, viviendo en Trieste, bajo supervisión austriaca y Bolonia. Tras la muerte de Elisa en 1820, permaneció en Bolonia, donde murió el 27 de abril de 1841. Tuvieron cinco hijos de los cuales solo uno le sobrevivió, Elisa Napoleona.

## Descendencia
- Félix Napoleón (1798-1799).
- Napoleón (8 de octubre de 1803-9 de noviembre de 1803).
- Elisa Napoleona (1806-1869).
- Jerónimo Carlos (1810-1811).
- Federico Napoleón (1813-1833).

## Títulos y tratamientos
| ● 18 de marzo de 1805-1 de julio de 1805: | Su alteza el príncipe de Piombino         |
| ● 1 de julio de 1805-27 de abril de 1841: | Su alteza el príncipe de Lucca y Piombino |

## Distinciones

### Órdenes
- Caballero gran cruz de la Orden de la Corona de Westfalia ( Reino de Westfalia).
- Caballero de la Orden de la Reunión ( Primer Imperio Francés).
- Gran Águila de la Legión de Honor ( Primer Imperio Francés).
- Caballero gran collar de la Legión de Honor ( Primer Imperio Francés).
- Caballero de la Orden del Toisón de Oro (Rama española) ( España).
- Caballero de la Orden de San José ( Gran Ducado de Toscana).

- Datos: Q675151
- Multimedia: Felice Baciocchi / Q675151